# Fisiologia matemática
A fisiologia matemática é uma ciência interdisciplinar. Primeiramente, ela investiga maneiras pelas quais a matemática pode ser usada para dar uma visão sobre questões fisiológicas. Por sua vez, também descreve como as questões fisiológicas podem levar a novos problemas matemáticos. O campo pode ser amplamente agrupado em duas áreas de aplicação fisiológica: fisiologia celular — incluindo tratamentos matemáticos de reações bioquímicas, fluxo iônico e regulação da função — e fisiologia de sistemas — incluindo eletrocardiologia, circulação e digestão—.